# Latimer (Buckinghamshire)
Latimer – wieś w Anglii, w hrabstwie Buckinghamshire, w dystrykcie (unitary authority) Buckinghamshire. Leży 36 km na północny zachód od centrum Londynu. W 2001 miejscowość liczyła 1021 mieszkańców.